# Горга (Салерно)
Горга (итал. Gorga Cilento) је насеље у Италији у округу Салерно, региону Кампанија.
Према процени из 2011. у насељу је живело 363 становника. Насеље се налази на надморској висини од 560 м.